# イキイキ!地球家族
『イキイキ!地球家族』（イキイキ ちきゅうかぞく）は、1992年10月3日から1993年9月25日までTBSで放送されていたテレビ番組である。

## 概要
世界各国の家族の日常について取り上げた番組。
オープニングは取り上げる家族が色紙に日本語のタイトルを毛筆で揮毫し日本語でタイトルを唱和して番組が始まった。
制作はTBSのほか政府系の日本広報センター（JIC、略称が同名で2013年12月31日までスカパー!プレミアムサービスに配給していた衛星一般放送事業者のジャパンイメージコミュニケーションズとは無関係。2023年現在解散）も参加した。
海外取材番組を関東ローカルで放送するのは放送当時珍しかった。
テーマソングは『ほほえんでマリア』。
本番組放送後、放送番組センター配給による再放送が行われKBS京都などで放送された。

## 放送時間
- 毎週土曜 7:00 - 7:30（日本標準時）

| TBS 土曜7:00枠                               | TBS 土曜7:00枠                                      | TBS 土曜7:00枠                                 |
| 前番組                                       | 番組名                                              | 次番組                                         |
| -------------------------------------------- | --------------------------------------------------- | ---------------------------------------------- |
| 大好き!パパ （1992年4月4日 - 1992年9月26日） | イキイキ!地球家族 （1992年10月3日 - 1993年9月25日） | 親どき子どき （1993年10月2日 - 1994年3月26日） |